# Novokúibyshevsk
Novokúibychevsk (del ruso: Новокуйбышевск) es una ciudad del óblast de Samara, en Rusia. Está situada a 6 km de la orilla izquierda del Volga y a 16 km (34 por carretera) al sudoeste de la capital del óblast, Samara. Su población alcanzaba los 110.572 habitantes en 2009.

## Historia
Los orígenes de la ciudad se remontan al año 1946, año en el que comenzaron los trabajos de la refinación del petróleo de Novokúibyshev, cerca de Samara, que entonces se llamaba Kúibyshev (por el político Valerián Kúibyshev). Durante la Guerra civil rusa, esta región fue lugar de feroces batallas contra los Checos Blancos. Inicialmente era una ciudad obrera, y se desarrolló sobre la base de su emplazamiento idóneo y del auge de la industria petroquímica. En 1952 accedió al estatus de ciudad, pasando de los 100.000 habitantes a mediados de la década de 1960.

## Demografía
| 1959   | 1970    | 1979    | 1989    | 1996    | 2002    | 2009    |
| ------ | ------- | ------- | ------- | ------- | ------- | ------- |
| 62 700 | 104 000 | 109 000 | 113 000 | 116 300 | 112 973 | 110 752 |

## Economía
Los principales empleadores de Novokúibyshevsk son una refinería de petróleo y empresas petroquímicas:
- OAO Novokúibyshevski NPZ (ОАО Новокуйбышевский НПЗ) : gasóleo, gasolina, fuel.
- Novokúibyshevski Zavod Masel i Prisadok (Новокуйбышевский завод масел и присадок) : aceite lubricante, aceite para automóviles.
- OAO Novokúibyschevski Neftejimicheski kombinat (ОАО Новокуйбышевский нефтехимический комбинат) : gas natural líquido, propano, butano, isobutano.
- OAO Samarski Zavod Etanol (ОАО Самарский завод Этанол) : 	alcohol etílico, disolventes, resinas fenólicas, propileno.

Novokúibyshevsk cuenta también con una empresa textil:
- ZAO NovokúibyShevski Fabrika Trikotajnogo Polotna (ЗАО Новокуйбышевская фабрика трикотажного полотна) : tejidos tricotados y croché.

## Personalidades
- Inga Abitova (*1982-), atleta de fondo.
- Oleg Saítov (*1974-), boxeador.